# Liste der Baudenkmäler in Teisnach

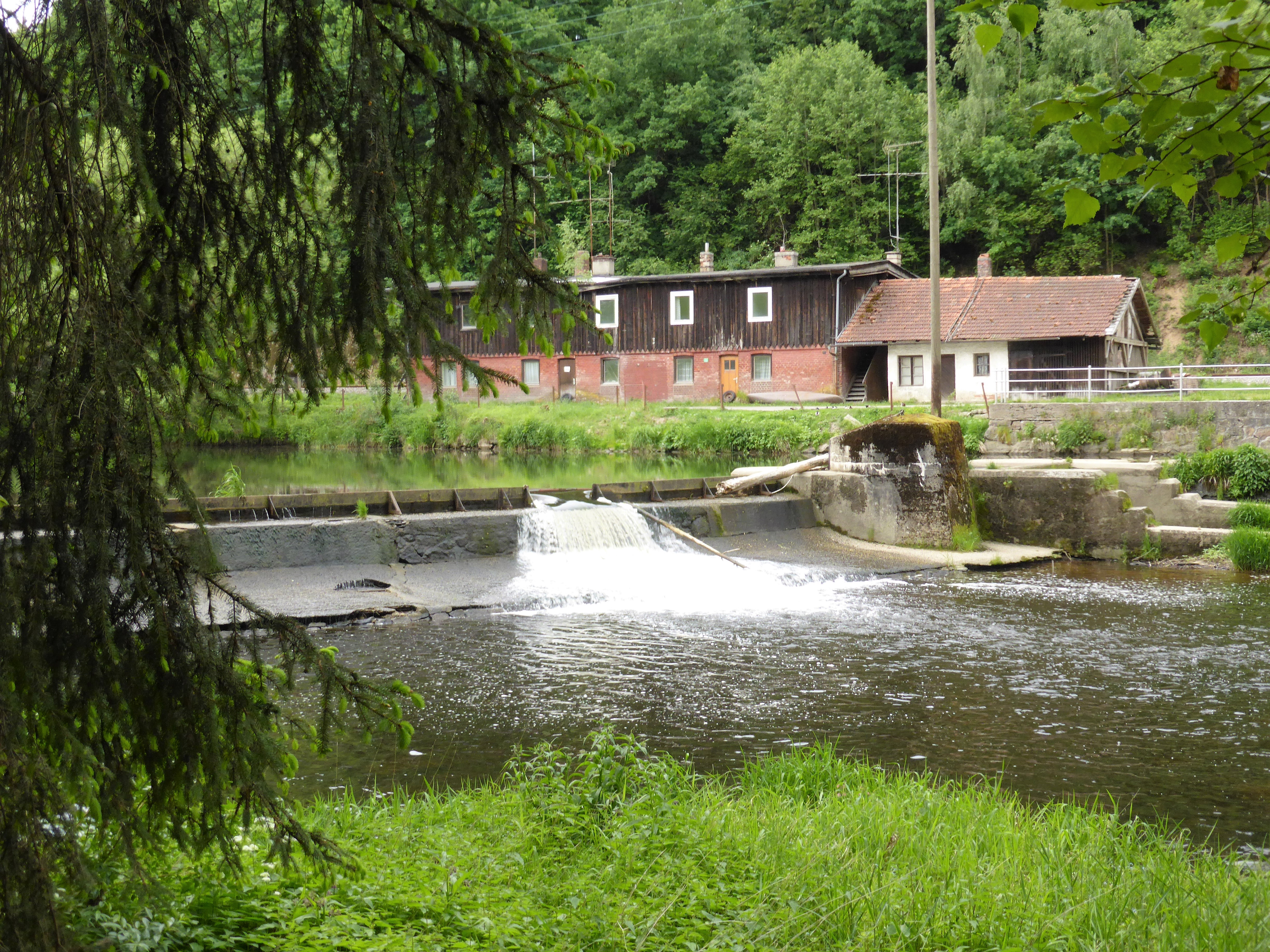
Wehranlage am Schwarzen Regen in Teisnach

Auf dieser Seite sind die Baudenkmäler in dem niederbayerischen Markt Teisnach zusammengestellt. Diese Tabelle ist eine Teilliste der Liste der Baudenkmäler in Bayern. Grundlage ist die Bayerische Denkmalliste, die auf Basis des Bayerischen Denkmalschutzgesetzes vom 1. Oktober 1973 erstmals erstellt wurde und seither durch das Bayerische Landesamt für Denkmalpflege geführt wird. Die folgenden Angaben ersetzen nicht die rechtsverbindliche Auskunft der Denkmalschutzbehörde.

## Baudenkmäler nach Ortsteilen

### Teisnach
| Lage                            | Objekt                                 | Beschreibung | Akten-Nr.     | Bild           |
| ------------------------------- | -------------------------------------- | --- | ------------- | -------------- |
| Am Gstadthof 7 (Standort)       | Villa Massoth                          | Eingeschossiger und verputzter Ziegelbau mit Satteldach und Eckerker, über Kellersockel mit Natursteinverkleidung, Giebel mit Zierfachwerk und Fenstererker, Altane mit Natursteinbrüstung, Heimat- und Landhausstil, 1909 von Kurt Hertel.                                                 | D-2-76-143-35 | BW             |
| Prälat-Mayer-Platz 2 (Standort) | Pfarrhaus                              | Zweigeschossiger und verputzter Ziegelbau mit Satteldach, vorgelagerte Terrasse mit Treppe, 1904, von Johann Baptist Schott; ehemaliges Waschhaus mit Holzlege, erdgeschossiger Pultdachbau, gleichzeitig; ehemaliges Bienenhaus, Holzständerkonstruktion, erste Hälfte 20. Jahrhundert.    | D-2-76-143-36 | BW             |
| Prälat-Mayer-Platz 3 (Standort) | Katholische Pfarrkirche St. Margaretha | Einschiffige Wandpfeilerbasilika mit stark eingezogenem Chor, dreigeschossiger Turm mit spitzem Pyramidendach an der Nordostseite des Chores, gegenüber Sakristeianbau mit Pultdach, neugotisch, 1898–1900, von Johann Baptist Schott; mit Ausstattung.                                     | D-2-76-143-1  | weitere Bilder |
| Von-Maltitz-Straße 1 (Standort) | Evangelisch-lutherische Friedenskirche | Zentralbau mit Kegeldach, Eingangsvorhalle und Glockenständer nach Westen, 1963–64 von Eberhard Ritz; mit Ausstattung. | D-2-76-143-34 | BW             |
| Zum Hochfeld 1 (Standort)       | Einfirsthof                            | Eingeschossiger Satteldachbau mit Kniestock, giebelseitige Stube in Blockbauweise 1422 (dendrochronologisch datiert), ehemaliger Stadel und Stall in Bruchsteinmauerwerk wohl mittelalterlich, durchgehendes Dach in Ständerkonstruktion (Umgebinde) 1556/57 (dendrochronologisch datiert). | D-2-76-143-2  | BW             |
| Zum Hochfeld 43 (Standort)      | Traidkasten                            | Zweigeschossiger Satteldachbau, geständerter Blockbau, großteils brettverschalt, drittes Viertel 19. Jahrhundert. | D-2-76-143-4  | BW             |

### Altenmais
| Lage                   | Objekt                          | Beschreibung                                                                                                   | Akten-Nr.    | Bild |
| ---------------------- | ------------------------------- | --- | ------------ | ---- |
| Altenmais 1 (Standort) | Traidkasten eines Vierseithofes | Geständert und mit flach geneigtem Satteldachbau, großteils mit Brettverschalung, wohl Anfang 19. Jahrhundert. | D-2-76-143-6 | BW   |

### Aschersdorf
| Lage                        | Objekt                           | Beschreibung | Akten-Nr.     | Bild |
| --------------------------- | -------------------------------- | --- | ------------- | ---- |
| Aschersdorf 3, 5 (Standort) | Zugehöriger Blockbau-Traidkasten | Dach erhöht, 18./19. Jahrhundert. | D-2-76-143-11 | BW   |
| Aschersdorf 6 (Standort)    | Stadel                           | Zweigeschossiger Flachsatteldachbau, nach Westen Traidkasten, geständerter Blockbau mit Trauf- und Giebelschrot, östlicher Gebäudeteil später untermauert, 19. Jahrhundert. | D-2-76-143-10 | BW   |
| In Aschersdorf (Standort)   | Weilerkapelle                    | Massivbau mit gebrochenem Satteldach und Dachreiter, Chor halbrund geschlossen, mit Dachreiter, zweite Hälfte 19. Jahrhundert; mit Ausstattung.                             | D-2-76-143-9  | BW   |

### Busmannsried
| Lage                      | Objekt      | Beschreibung | Akten-Nr.     | Bild |
| ------------------------- | ----------- | --- | ------------- | ---- |
| Busmannsried 8 (Standort) | Traidkasten | Zweigeschossiger Flachsatteldachbau mit Traufseitschrot, Obergeschoss Blockbau, bezeichnet mit „1820“; giebelseitig Kruzifix und Totenbretter, 20. Jahrhundert. | D-2-76-143-12 | BW   |

### Kaikenried
| Lage                          | Objekt                          | Beschreibung | Akten-Nr.     | Bild |
| ----------------------------- | ------------------------------- | --- | ------------- | ---- |
| Regener Straße 8 (Standort)   | Ausnahmhaus eines Dreiseithofes | Eingeschossiger Flachsatteldachbau mit Traufschrot, Blockbau mit profilierten Balkenköpfen, auf Bruchsteinsockel, erstes Drittel 19. Jahrhundert. | D-2-76-143-18 | BW   |
| Zur Rollersau 3, 5 (Standort) | Traidkasten                     | Zweigeschossiger Flachsatteldachbau, Obergeschoss Blockbau, mit Traufseit- und Giebelschrot und profilierten Bügen, 19. Jahrhundert.              | D-2-76-143-19 | BW   |

### Oed
| Lage                       | Objekt        | Beschreibung | Akten-Nr.     | Bild |
| -------------------------- | ------------- | --- | ------------- | ---- |
| Am Hundsruck 11 (Standort) | Wohnstallhaus | Zweigeschossiger, verputzter Massivbau mit Blockbau-Kniestock, verbrettertem Giebelschrot und flach geneigtem Satteldach, im Türsturz bezeichnet mit „1863“, anschließender Stadel, verbretterte Ständerkonstruktion mit mittiger Durchfahrt; zugehöriger Backofen, Satteldachbau aus Bruchsteinen und Ziegel, wohl gleichzeitig. | D-2-76-143-37 | BW   |

### Sohl
| Lage                 | Objekt                          | Beschreibung | Akten-Nr.     | Bild |
| -------------------- | ------------------------------- | --- | ------------- | ---- |
| Sohl 4 (Standort)    | Stadel eines Dreiseithofes      | Schopfwalmdachbau, Holzständerwerk mit Verbretterung, über der Tenne geschweifte Traufe, erstes Drittel 19. Jahrhundert; Traidkasten, zweigeschossiger Flachsatteldachbau mit Giebelschrot, Obergeschoss Blockbau, erstes Drittel 19. Jahrhundert; Backhäuschen, kleiner Flachsatteldachbau, verputztes Bruchstein- und Ziegelmauerwerk, 19. Jahrhundert. | D-2-76-143-20 | BW   |
| Sohl 7 (Standort)    | Ortskapelle                     | Satteldachbau mit eingezogenem, halbrund geschlossenem Chor, Giebelreiter mit Spitzhelm, zweite Hälfte 19. Jahrhundert; mit Ausstattung. | D-2-76-143-21 | BW   |
| Sohl 20 a (Standort) | Ehemaliges Ausnahmhaus          | Eingeschossiger Flachsatteldachbau, Kniestock Blockbau, nach Westen Stadel, erste Hälfte 19. Jahrhundert, Dach später. | D-2-76-143-22 | BW   |
| Sohl 21 (Standort)   | Waldlerhaus eines Dreiseithofes | Eingeschossiger Flachsatteldachbau mit Kniestock, Blockbau, verschalter Giebelschrot mit geschnitzten Schrotsäulen, erste Hälfte 19. Jahrhundert; Traidkasten, zweigeschossiger Flachsatteldachbau, Obergeschoss Blockbau, zweites Viertel 19. Jahrhundert; Kruzifix, Gusseisenkreuz auf profiliertem Steinsockel, bezeichnet mit „1897“.                 | D-2-76-143-23 | BW   |

### Weiden
| Lage                | Objekt        | Beschreibung | Akten-Nr.     | Bild |
| ------------------- | ------------- | --- | ------------- | ---- |
| Weiden 1 (Standort) | Bauernkapelle | Kleiner Satteldachbau mit wenig eingezogenem, segmentbogig geschlossenem Chor, 1820/30; giebelseitig Totenbretter, 20. Jahrhundert. | D-2-76-143-26 | BW   |

### Zinkenried
| Lage                                                                              | Objekt                         | Beschreibung | Akten-Nr.     | Bild |
| --------------------------------------------------------------------------------- | ------------------------------ | --- | ------------- | ---- |
| Zinkenried 2 (Standort)                                                           | Wohnstallhaus eines Hakenhofes | Zweigeschossiger Flachsatteldachbau mit Giebel- und Umlaufschrot, Obergeschoss Blockbau, bezeichnet mit „1828“.          | D-2-76-143-29 | BW   |
| Zinkenried 3 (Standort)                                                           | Einfirsthof                    | Zweigeschossiger Flachsatteldachbau mit Umlaufschrot, Obergeschoss Blockbau, nach Süden Stall, bezeichnet mit „1828“.    | D-2-76-143-30 | BW   |
| In Zinkenried; Zinkenried 5 (Standort)                                            | Kapelle                        | Kleiner Steildachbau mit wenig eingezogenem, halbrund geschlossenem Chor, erste Hälfte 19. Jahrhundert; mit Ausstattung. | D-2-76-143-32 | BW   |
| Nähe Zinkenried (Standort)                                                        | Ortskapelle                    | Verputzter Massivbau mit Satteldach, dreiseitig geschlossen, 19. Jahrhundert; mit Ausstattung.                           | D-2-76-143-31 | BW   |
| Von Stadlhof nach Altenmais; Zwirgäcker; an der Straße nach Arnetsried (Standort) | Kruzifix                       | Gusseisenkruzifix auf Granitsockel, wohl Ende 19. Jahrhundert.                                                           | D-2-76-143-33 | BW   |

## Ehemalige Baudenkmäler
In diesem Abschnitt sind Objekte aufgeführt, die früher einmal in der Denkmalliste eingetragen waren, jetzt aber nicht mehr. Objekte, die in anderem Zusammenhang also z. B. als Teil eines Baudenkmals weiter eingetragen sind, sollen hier nicht aufgeführt werden. Aktennummern in diesem Abschnitt sind ehemalige, jetzt nicht mehr gültige Aktennummern.

| Lage                                       | Objekt                                   | Beschreibung                                                                                                   | Akten-Nr.     | Bild |
| ------------------------------------------ | ---------------------------------------- | --- | ------------- | ---- |
| Teisnach Zum Hochfeld 7 (Standort)         | Obergeschoss-Blockbau                    | Erste Hälfte 19. Jahrhundert.                                                                                  | D-2-76-143-3  | BW   |
| Arnetsried Sohler Straße ()                | Bruchsteinbau                            | 19./20. Jahrhundert; mit Ausstattung.                                                                          | D-2-76-143-7  |      |
| Arnetsried Sohler Straße 13 (Standort)     | Traidkasten                              | Geständerter Blockbau mit flach geneigtem Satteldach, zum Teil verschindelt, Ende 18. Jahrhundert.             | D-2-76-143-8  | BW   |
| Busmannsried Busmannsried 17 (Standort)    | Zugehöriger stattlicher Steildach-Stadel | Mit kräftigen Kopfbändern, zweite Hälfte 18. Jahrhundert.                                                      | D-2-76-143-14 | BW   |
| Oed Ödholz (Standort)                      | Kapelle                                  | Erste Hälfte 19. Jahrhundert; mit Ausstattung; im Aschenholz.                                                  | D-2-76-143-5  | BW   |
| Kaikenried Altenmaiser Straße 1 (Standort) | Zugehöriger kleiner Traidkasten          | Obergeschoss-Blockbau, erste Hälfte 19. Jahrhundert, Dach später.                                              | D-2-76-143-16 | BW   |
| Kaikenried Altenmaiser Straße 6 (Standort) | Traidkasten                              | Blockbau, westlich dem Wohnhaus angeschlossen und zum Teil in Stadel integriert, erste Hälfte 19. Jahrhundert. | D-2-76-143-17 | BW   |
| Sohl Kirchweg nach March ()                | Totenbrettergruppe                       | Um 1900. | D-2-76-143-24 |      |
| Stadlhof Stadlhof 3 a (Standort)           | Ausnahmshaus des Stadlhofes              | Waldlerhaus mit hohem Blockbau-Kniestock und verbrettertem Giebelschrot, noch 18. Jahrhundert.                 | D-2-76-143-25 | BW   |
| Wetzelsdorf Wetzelsdorf 8 (Standort)       | Ehemaliges Bauernhaus                    | Massivbau mit Traufstangenschrot, rückwärts Traidboden, wohl erste Hälfte 19. Jahrhundert.                     | D-2-76-143-27 | BW   |
| Wetzelsdorf Wetzelsdorf 13 (Standort)      | Langer Flachdachstadel mit Traidkasten   | Blockbau-Obergeschoss und seitlichem Stangenschrot, erbaut 1812.                                               | D-2-76-143-28 | BW   |